# Adolf Ey

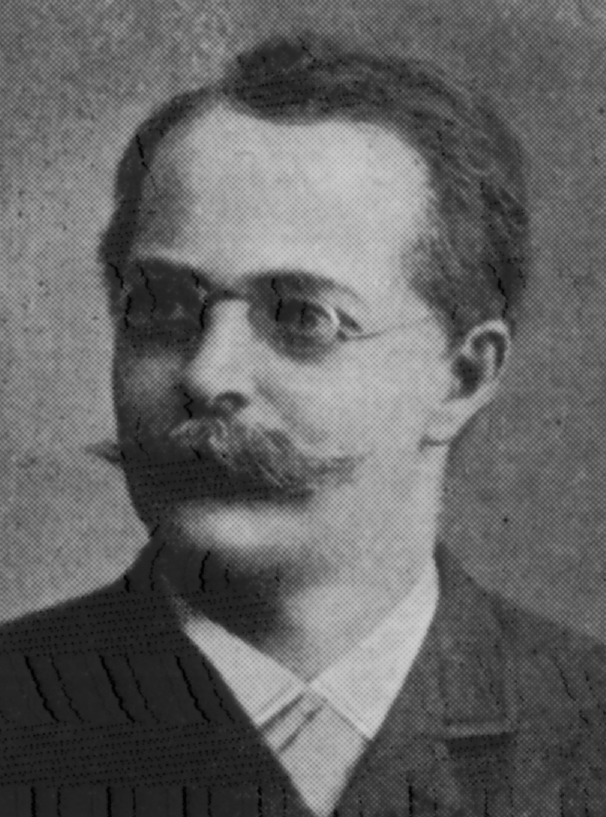
Adolf Ey

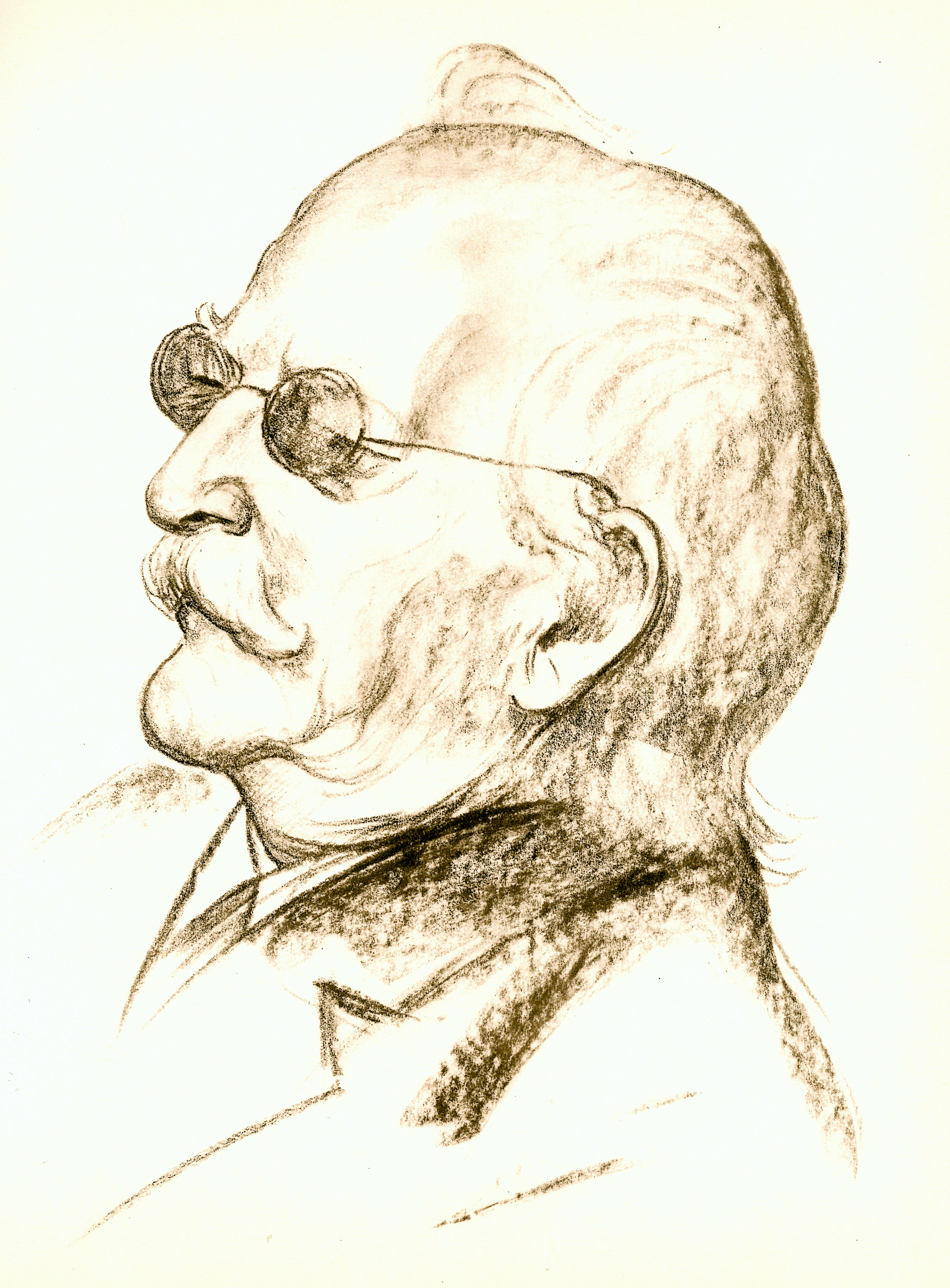
Adolf Ey;
Zeichnung von August Heitmüller, um 1929

Karl Julius Adolf Ey (Pseudonym: Julius Adolf) (* 18. Januar 1844 in Clausthal; † 18. September 1934 in Hannover) war ein deutscher Gymnasiallehrer und Schriftsteller. Der Philologe und Romanist schrieb Romane und Erzählungen, deren Handlungen in seiner Harzer Heimat spielten.

## Leben
Adolf kam in Clausthal zur Welt. Eine nahe Verwandtschaft zu August Ey wird bezweifelt. Er absolvierte das Gymnasium und studierte dann von 1863 bis 1866 an der Universität Göttingen, zuerst Theologie, dann neue Sprachen. Während seines Studiums wurde er Mitglied der Burschenschaft Brunsviga.
1866 bis 1869 hatte Adolf Ey an einem Englischen Institut nahe dem Genfersee eine Stellung als Lehrer inne. 1870 ging er nach Lüneburg, um dort sein Examen für das höhere Lehramt abzulegen. Im Folgejahr ging er 1871 als Gymnasiallehrer für neuere Sprachen zunächst nach Hannover an das dortige Lyceum II, 1873/74 nach Flensburg an das Königlich evangelische Gymnasium, um 1874 erneut an das hannoversche Lyzeum zurückzukehren, an dem er zehn Jahre später, 1894, zum Oberlehrer befördert wurde.
Zum 1. April 1892 wurde Ey zum Professor berufen und wirkte vom 1. Mai desselben Jahres an der hannoverschen Technischen Hochschule zugleich als Dozent für die französische Sprache (bis 2. März 1896).
Nachdem Adolf Ey den Verband der deutschen neuphilologischen Lehrerschaft gegründet hatte, wurde er zum 1. Oktober 1898 in den Ruhestand versetzt, wodurch er sich seinen schriftstellerischen Tätigkeiten widmen konnte.
Adolf Ey schrieb vor allem volkstümliche Gedichte, Erzählungen und Märchen, die häufig in seiner Oberharzer Heimat spielten. 1914 veröffentlichte er seine Autobiographie unter dem Titel Bekenntnisse eines alten Schulmeisters.
In den Kunst- und Kulturzeitschriften Jugend und Simplicissimus konnten Werke von – und über – Adolf Ey 88 mal nachgewiesen werden.

## Auszeichnungen
- Die 1924 im hannoverschen Stadtteil Waldhausen angelegte Adolf-Ey-Straße,[7] in der der Dichter seinerzeit lebte,[8] wurde anlässlich des 80. Geburtstages des Schriftstellers so benannt.[7]
- In Clausthal-Zellerfeld ist eine Straße nach ihm benannt[9].

## Werke

### Eigene
- Bekenntnisse eines alten Schulmeisters (in Frakturschrift), Berlin: A. Hoffmann, 1914 (Autobiografie)
- Vor Toresschluß. Gedichte, in Fraktur, Berlin: A. Hoffmann, 1916
- Aus allerlei Schubladen. Gedichte. Verfasser der „Gedichte e. Großvaters“, 2. Auflage, Berlin: Hofmann, 1917
- Gedichte eines Großvaters, 4., durchges. Aufl., Leipzig : W. Vobach & Co. [1925]
- Harzerblut. Ein ernst u. schnurrig Buch, mit Buchschmuck und Abbildungen von Reinecke-Altenau, Hannover: Helwing’sche Verlagsbuchhandlung [1927]
- Stippstörken des Seniors Wilhelm Bödeker, Hannover: Helwing, 1933
- Marianne. Eine Studentenliebe am Genfer See, Hannover: Helwingsche Verlagsbuchhandlung, [1933]

### Mitwirkung
- Balladen / Friedrich Schiller. Für Schule u. Haus hrsg. u. erl. von Adolf Ey, in der Reihe Reclams Universal-Bibliothek, Nr. 1710, Leipzig: Ph. Reclam jun. [Neue, verbesserte Ausgabe, 1922]
  - Neudruck 1948